# Lucilia fayeae
Lucilia fayeae är en tvåvingeart som beskrevs av Whitworth 2010. Lucilia fayeae ingår i släktet Lucilia och familjen spyflugor. Inga underarter finns listade i Catalogue of Life.